# Pe'zmoku
pe'zmoku（ペズモク）は、ジャズバンドPE'Zとフォークシンガー、suzumokuの合同ユニット。

## メンバー
- PE'Z
  - Ohyama "B.M.W" Wataru（オオヤマ・ビーエムダブリュー・ワタル） ：トランペット
  - Kadota "JAW" Kousuke（カドタ・ジョー・コウスケ） ：サックス
  - Nirehara Masahiro（ニレハラ マサヒロ） ：ウッドベース
  - ヒイズミマサユ機（ヒイズミマサユき） ：ピアノ、キーボード
  - 航（こう） ：ドラム
- suzumoku（スズモク） ：ボーカル、ギター

## 略歴
- 2007年
11月14日 Horace Silverの楽曲「Nica's Dream」をカバー、iTunes Storeにて配信開始。 　
12月25日 「PE'Z EN-MUSUBI 2007 〜FUNNY DAY＆HARD NIGHT〜」のアンコールにて初披露。
- 2008年 本格的に始動。
2月16日 MySpace Secret Shows Japan Vol.5にてpe'zmoku名義では初のライブを開催
2月20日 suzumokuの楽曲「盲者の旅路」をカバー、「盲者の旅路 (Re-constructed by pe'zmoku)」としてiTunes Storeにて配信開始。
6月25日 suzumokuの楽曲「酒気帯び散歩」をカバー、「酒気帯び散歩 (Re-constructed by pe'zmoku)」としてiTunes Storeにて配信開始。
7月9日 デビューミニアルバム「ギャロップ」を発表。PE'Zのデフスターレコーズ移籍第一弾。
9月 ファーストツアー「pe'zmoku Tour 1st set〜はじまり、はじまり〜」全国9カ所13公演（2008年9月27日 - 11月7日）を開催。
10月8日 セカンドミニアルバム「蒼白い街」を発表。
- 2009年
2月4日 ファーストシングル「ハルカゼ」を発表。
3月2日未明 suzumokuが失踪（後述）。suzumokuは後にストレス障害で療養に専念することを発表。
5月27日 セカンドシングル「アノ風ニノッテ」リリース。
6月1日 suzumokuが謝罪文を発表。
7月1日 ファーストアルバム「ペズモク大作戦」発売。
10月 「pe'zmoku LIVE 〜秋の夜長の大作戦〜」3公演を開催し、活動休止した。

## suzumoku失踪事件
2009年2月28日、佐賀県で行われた「FMS PREMIUM LIVE「Together」」でのライブを終え東京に戻ったsuzumokuであったが、その2日後の3月2日未明に突如音信不通になり、行方不明になった。翌3月3日、「銀河に吠えろ!宇宙GメンTAKUYA」に生出演予定であったが、Ohyamaとヒイズミのみが出演、欠席の理由について「体調不良」と説明していた。後に「最初は状況もまったくわからなかったため一回だけ体調不良と言わせてもらった」とOhyamaが説明している。
これによりセカンドツアー「pe'zmoku ツアー大作戦！〜とがっていーこーおぉー♪ハルカゼィェーにのーおってぇー♪〜」の2公演（3月5日東京、3月6日栃木）中止を2009年3月5日未明に発表（後に振り替え公演を行うと発表）、その後の公演はPE'Z単独で行うと発表された。
数週間後、suzumokuは鹿児島県の徳之島で発見され、解離性障害と診断された。本人曰く「気付いたらまったく知らないところにいた」、「どうやってそこへ行ったかなどの経緯をまったく覚えていない」という。また、財布・携帯電話を含め荷物をほとんど持っていなかった。その後suzumokuは実家に連絡を取り、無事に戻った。
その後2009年3月17日に、メンバーとようやく連絡がとれ、3月29日にはOhyamaと対面した。5月にはゆっくりではあるが再び歌い始め、レコーディングを再開した。
2009年5月22日、久々にpe'zmokuメンバーが全員集合し、今後の活動について話し合いが行われ、suzumokuは約半年間休養することとなった。
2009年6月1日、suzumokuがオフィシャルサイトでこれまでの経緯を説明、謝罪文を発表した。その2日後オフィシャルサイト及びOhyamaのブログにて、アルバム『ペズモク大作戦』のリリースが発表された。

## ディスコグラフィー

### ミニアルバム
1. ギャロップ（2008年7月9日）
2. 蒼白い街（2008年10月8日）

### シングル
1. ハルカゼ（2009年2月4日）
2. アノ風ニノッテ（2009年5月27日）

### フルアルバム
1. ペズモク大作戦（2009年7月1日）

### コンピレーションアルバム
1. BLEACH BEST TUNES（M12:ギャロップ）（2008年12月17日）

## 出演
- マツモトキヨシCM

### テレビ番組
- フジテレビ「僕らの音楽」2008年6月27日、8月8日出演
- フジテレビ「魁！音楽番付〜JET〜」2008年10月オープニングアクト
- ファーストツアー“pe'zmoku Tour 1st set 〜はじまり、はじまり〜”ファイナル（2008年11月7日、東京：渋谷 CLUB QUATTRO）の模様がM-ON!にて生中継された

### ラジオ番組
- 「P.M.▲TOGARIANS（ピー・エム・トガリアンズ）」（FM NORTH WAVE／火曜日22：00〜23：00／2008年10月〜）
  - 初のレギュラーラジオ番組
  - レギュラーは、Ohyama " B.M.W " Wataru、Nirehara Masahiro、suzumoku
- 「銀河に吠えろ!宇宙GメンTAKUYA」（ニッポン放送／火曜日23：10頃／2009年2月3日〜2009年3月24日）
  - ワンコーナー「pe’zmokuといっしょ！」に出演
  - ライブで披露していた1曲の歌詞をリスナーのために制作し直し、発表していく企画。新しいことにチャレンジしようとしていること、新しく始めようと思っていることをメールで募集していた。
  - 2009年3月3日以降の放送では、suzumoku不在のためメインDJのTAKUYAがボーカルを務め演奏していた。

## ライブ

### 2008年
- ツアー「pe'zmoku Tour 1st set 〜はじまり、はじまり〜」
  - 09.27 静岡：浜松 窓枠
  - 09.28 京都：磔磔
  - 09.30 徳島：JITTERBUG
  - 10.02 岡山：MO:GLA
  - 10.03 岡山：MO:GLA
  - 10.16 千葉：千葉LOOK
  - 10.17 宮城：仙台LIVE HOUSE enn
  - 10.18 宮城：仙台LIVE HOUSE enn
  - 10.20 東京：下北沢SHELTER
  - 10.28 愛知：名古屋アポロシアター
  - 11.06 東京：渋谷CLUB QUATTRO
  - 11.07 東京：渋谷CLUB QUATTRO

- イベント・フェスティバル
  - 02.16 MySpace Secret Shows Japan Vol.5(東京)
  - 07.12 HMV渋谷インストアライブ(東京)
  - 07.19 「AOSHIMA SUMMER FESTIVAL 2008」（宮崎）青島海水浴場・国民宿舎跡地
  - 08.03 「SURFSIDE RADIO '08」（福岡）SURF SIDE CLUB
降雨による機材トラブル・主催者都合により急遽中止
  - 08.09 「SUMMER SONIC 08 “朝まで生ソニ！”」（千葉）幕張メッセ
  - 08.13 「20th J-WAVE 〜LIVE813」（東京）SHIBUYA-AX
  - 08.16 「RISINGSUN ROCK FESTIVAL 2008 in EZO」（北海道）
  - 08.28 「CROSS FM presents pe'zmoku AUGUST RETURN」（福岡）ROOMS
8月3日「SURFSIDE RADIO '08」公演中止に伴う振替公演
  - 08.30 「WIND BLOW'08-OMAEZAKI-」（静岡）
  - 09.07 「Rock'yun Live Tours in 郡山」（福島）
  - 09.14 「JA KYOSAI Presents RADIO BERRY 15th ANNIVERSARYベリテンライブ2008 Special」（栃木）井頭公園 運動広場
  - 09.21 「AOMORI ROCK FESTIVAL‘08」（青森）
  - 10.04 「MUSIC CITY TENJIN」（福岡）福岡市役所西側ふれあい広場
  - 10.11 「MEGA★ROCKS 2008」（宮城）Zepp Sendai
  - 10.22 「FM NORTH WAVE 15th ANNIVERSARY MUSIC ON THE EARTH LIVE!」（北海道）
  - 11.02 「MINAMI WHEEL 2008」（大阪）
  - 12.05 「Hi-Six X'mas SPECIAL LIVE 2008」（高知）高知X-pt。

### 2009年
- ツアー「pe'zmoku ツアー大作戦！〜とがっていーこーおぉー♪ハルカゼィェーにのーおってぇー♪〜」（「PE'Zツアー大作戦！〜とがっていーこーおぉー♪ハルカゼィェーにのーおってぇー♪〜」に変更）
  - 03.05 東京：Shibuya O-nest（公演中止）
  - 03.06 栃木：Heaven's Rock宇都宮VJ-2（公演中止）
  - 03.11 宮城：仙台MA.CA.NA
  - 03.12 宮城：仙台MA.CA.NA
  - 03.13 青森：青森QUARTER
  - 03.19 愛媛：松山サロンキティ
  - 03.20 香川：高松DIME
  - 03.28 静岡：浜松窓枠
  - 03.30 愛知：名古屋アポロシアター
  - 03.31 愛知：名古屋アポロシアター
  - 04.01 兵庫：神戸ウィンターランド
  - 04.04 神奈川：横浜BAYSIS
  - 04.10 埼玉：Heaven's Rockさいたま新都心VJ-3
  - 04.14 北海道：KRAPS HALL
  - 04.15 北海道：KRAPS HALL
  - 04.17 大阪：BIG CAT
  - 04.19 石川：金沢AZ
  - 04.20 新潟：新潟CLUB JUNK BOX
  - 04.23 岡山：岡山IMAGE
  - 04.24 広島：ナミキジャンクション
  - 04.25 福岡：DRUM LOGOS
  - 04.26 熊本：BATTLE STAGE
  - 04.28 宮崎：SR BOX
  - 05.01 東京：LIQUIDROOM
  - 05.12 栃木：Heaven's Rock宇都宮VJ-2（振替公演）
  - 05.13 東京：Shibuya O-nest（振替公演）

- イベント・フェスティバル
  - 01.27 「MTV LIVE JAPAN TOUR'09 WINTER played by Sony Ericsson」（北海道）ZEPP SAPPORO
  - 02.04 「MTV LIVE JAPAN TOUR'09 WINTER played by Sony Ericsson」（広島）広島CLUB QUATTRO
  - 02.28 「FMS PREMIUM LIVE「Together」」（佐賀）佐賀市文化会館（大ホール）

- 「pe'zmoku LIVE 〜秋の夜長の大作戦〜」
  - 10.02 愛知：名古屋CLUB QUATTRO
  - 10.03 大阪：心斎橋CLUB QUATTRO
  - 10.07 東京：赤坂BLITZ

## タイアップ
- 「ギャロップ」 - テレビアニメ「BLEACH」エンディングテーマ／FM NORTH WAVE 7月度FM NORTH WAVE 15th ANNIVERSARY SONG／MUSIC-ON！TV 7月度M-ON!Recommend他全国21局パワープレイ
- 「流星群」 - マツモトキヨシCMソング
- 「ハルカゼ」 - tvk「saku saku」2月エンディングテーマ
- 「ペズモク大作戦」 - 映画「デメキング」主題歌
- 「アノ風ニノッテ」 - テレビアニメ「戦場のヴァルキュリア」エンディングテーマ
- 「第三の男」 - サッポロビールエビス＜ザ・ホップ＞CMソング

## 受賞歴
- 第23回日本ゴールドディスク大賞アニメーション・オブ・ザ・イヤー - 「BLEACH　BEST TUNES」